# Xã Moose Park, Quận Itasca, Minnesota
Xã Moose Park (tiếng Anh: Moose Park Township) là một xã thuộc quận Itasca, tiểu bang Minnesota, Hoa Kỳ. Năm 2010, dân số của xã này là 68 người.